# 1907-es Grand Prix-szezon
Az 1907-es Grand Prix-szezon volt a Grand Prix-versenyzés második idénye.

## Versenyek

### Grandes Épreuves
| Verseny         | Helyszín | Időpont   | Győztes versenyző | Győztes konstruktőr | Összefoglaló |
| --------------- | -------- | --------- | ----------------- | ------------------- | ------------ |
| francia nagydíj | Dieppe   | Július 2. | Felice Nazzaro    | FIAT                | Összefoglaló |

### Más nagydíjak
| Verseny                            | Helyszín | Időpont          | Győztes versenyző   | Győztes konstruktőr | Összefoglaló |
| ---------------------------------- | -------- | ---------------- | ------------------- | ------------------- | ------------ |
| Targa Florio                       | Madonie  | Április 22.      | Felice Nazzaro      | Fiat                | Összefoglaló |
| Moszkva-Szentpétervár              | Közút    | Június 7.        | Arthur Duray        | Lorraine-Dietrich   | Összefoglaló |
| Kaiser Preis                       | Taunus   | Június 13. - 14. | Felice Nazzaro      | Fiat                | Összefoglaló |
| Coupe de la Commission Sportive    | Dieppe   | Július 2.        | de Langhe           | Darracq             | Összefoglaló |
| Ardenneki verseny (Kaiser formula) | Bastogne | Július 25.       | John Moore-Brabazon | Minerva             | Összefoglaló |
| Ardenneki verseny                  | Bastogne | Július 27.       | Pierre de Caters    | Mercedes            | Összefoglaló |
| Coppa Florio                       | Brescia  | Szeptember 1.    | Ferdinando Minoia   | Isotta-Fraschini    | Összefoglaló |
| Coppa della Velocita               | Brescia  | Szeptember 2.    | Alessandro Cagno    | Itala               | Összefoglaló |